# Les Barils
Barils – miejscowość i gmina we Francji, w regionie Normandia, w departamencie Eure.
Według danych na rok 1990 gminę zamieszkiwało 178 osób, a gęstość zaludnienia wynosiła 19 osób/km² (wśród 1421 gmin Górnej Normandii Barils plasuje się na 723. miejscu pod względem liczby ludności, natomiast pod względem powierzchni na miejscu 384.).